# Top Billin'
"Top Billin'" é um single do grupo de rap Audio Two, para seu álbum What More Can I Say?, de 1987. O A-side do single contém a faixa "Make It Funky", e o lado B-Side "Top Billin'". Tal canção marcou um significativo impacto cultural no hip hop, sendo votada no site about.com como a 8ª melhor da história.

## Faixas

### "Make It Funky"/"Top Billin'"
A-side
1. "Make It Funky" - 4:56

B-Side
1. "Make It Funky (DUB)" - 4:05
2. "Top Billin'" - 2:50

### "Top Billin' (Remix)"
A-side
1. "Top Billin (More Bass)" - 4:00
2. "Top Billin (Teddy Ted Mix) (No Half Steppin)" - 5:44
3. "Top Billin (808 Style)" - 3:09

B-side
1. "Top Billin (Original)" - 2:50
2. "Top Billin (Acapella)" - 2:48
3. "The Freshest Slowest Jam" - 5:09